# Kostas Papanikolaou
Kostas Papanikolaou (Trikala, Tesalia; 1 de agosto de 1990) es un jugador de baloncesto griego que pertenece a la plantilla del Olympiacos BC. Con 2,05 metros de altura, juega en la posición de alero.

## Trayectoria
Papanikolaou hizo su debut con el Aris Salónica BC durante la temporada 2008-09. Esa misma temporada fue nombrado MVP en el All Star de la A1 Ethniki y mejor jugador joven de dicha competición.
En 2009, fichó por el Olympiacos BC, con un contrato de 5 años y 1.3 millones de euros anuales, después de que Olympiacos BC pagase 950.000 euros al Aris Salónica BC. Con Olympiacos BC ha ganado la Euroliga en dos ocasiones, además de ser nombrado Mejor Jugador Joven de la competición en la temporada 2012-13. En el año 2012 se presentó al NBA Draft siendo elegido en el puesto 48 por New York Knicks.
En verano de 2013, el FC Barcelona se hace con sus servicios para los próximos 3 años con opción a un 4º año y cláusula de salida NBA, después de que el Barça pagase 1.5 millones de euros al Olympiacos BC.
El 23 de septiembre de 2014, Papanikolaou firmó un acuerdo para jugar con los Houston Rockets.

### Selección nacional
Con la selección griega júnior cosechó varios éxitos, oro y plata en EuroBasket Sub-18, también oro y plata en el EuroBasket Sub-20 y una plata en el Mundial Sub-19 de 2009.
Luego con la selección nacional absoluta de Grecia ha disputado el Eurobasket 2011, el Eurobasket 2013, la Copa Mundial de Baloncesto de 2014, el Eurobasket 2015, el Eurobasket 2017 y la Copa Mundial de Baloncesto de 2019.
En septiembre de 2022 disputó con el combinado absoluto griego el EuroBasket 2022, finalizando en quinta posición.
Durante agosto y septiembre de 2023 fue integrante de la selección de Grecia que participó en el Mundial de 2023 celebrado en Asia, y que finalizó en decimoquinto lugar.
Entre julio y agosto de 2024 fue parte de la selección absoluta de Grecia, que disputó los Juegos Olímpicos de París, finalizando en octava posición.

## Estadísticas de su carrera en la NBA

### Temporada regular
| Año     | Equipo  | PJ | PT | MPP  | %TC  | %3P  | %TL  | RPP | APP | ROB | TPP | PPP |
| ------- | ------- | -- | -- | ---- | ---- | ---- | ---- | --- | --- | --- | --- | --- |
| 2014-15 | Houston | 43 | 1  | 18.5 | .350 | .292 | .722 | 2.7 | 2.0 | .7  | .3  | 4.2 |
| Total   | Total   | 43 | 1  | 18.5 | .350 | .292 | .722 | 2.7 | 2.0 | .7  | .3  | 4.2 |

### Playoffs
| Año   | Equipo  | PJ | PT | MPP | %TC  | %3P  | %TL  | RPP | APP | ROB | TPP | PPP |
| ----- | ------- | -- | -- | --- | ---- | ---- | ---- | --- | --- | --- | --- | --- |
| 2015  | Houston | 8  | 0  | 2.6 | .250 | .000 | .500 | .3  | .0  | .0  | .0  | .4  |
| Total | Total   | 8  | 0  | 2.6 | .250 | .000 | .500 | .3  | .0  | .0  | .0  | .4  |

## Logros y reconocimientos

### Clubes
- 2 veces Campeón Euroliga 2011-12 y 2012-13.
- 3 Ligas de Grecia: 2012, 2016 y 2022.
- 4 Copas de Grecia: 2010, 2011, 2021 y 2022.
- 1 Liga ACB: 2013-14.

### Selección nacional
- Medalla de plata en el Europeo Sub-18 de 2007.
- Medalla de oro en el Europeo Sub-18 de 2008.
- Medalla de plata en el Mundial Sub-19 de 2009.
- Medalla de oro en el Europeo Sub-20 de 2009.
- Medalla de plata en el Europeo Sub-20 de 2010.

### Consideraciones personales
- MVP del All-Star Griego Sub-22 (2009).
- Mejor jugador joven de la A1 Ethniki (2009).
- Integrante del Quinteto Ideal del Europeo Sub-20 (2009).
- MVP del Europeo Sub-20 (2009).
- Integrante del Quinteto Ideal del Europeo Sub-20 (2010).
- Seleccionado en el número 48 del Draft de la NBA 2012 por New York Knicks.
- Ganador del Rising Star de la Euroliga 2012-13.